# Ambassade d'Allemagne en Australie
L'ambassade allemande à Canberra est la mission diplomatique d'Australie, de Papouasie-Nouvelle-Guinée, des Îles Salomon, du Vanuatu et de Nauru. L'ambassadeur actuel, Thomas Fitschen, a été désigné en août 2019. Ils s'occupent des relations entre l'Allemagne et l'Australie, incluant la politique, l'économie, la culture, la science et la presse.

## Localisation
L'ambassade est située au 119 Empire Circuit, Yarralumla, ACT 2600, Canberra, Australie.

## Bâtiment
En 1955, l'ambassade ouverte à Sydney a été transférée à Canberra. Conçue par la Bundesbaudirektion et achevée en 1958, l'ambassade est l'une des premières ambassades nouvellement construites en Allemagne. Elle présente "une forme rectiligne allongée typique de l'architecture d'après-guerre, structurée par un système d'axes de fenêtres étroits, et répond en premier lieu à des besoins fonctionnels. Il s'agit d'un bien immobilier appartenant à la Confédération.
L'ambassade a été dotée d'œuvres d'art des artistes suivants :
- Jürgen Klein : cadran solaire
- Waldemar Otto : Feuervogel, Begegnung, Wundervogel, reliefs en cuivre
- Edith Müller-Ortloff : Zugvögel fliegen über Land und Meer, tapisserie

## Histoire

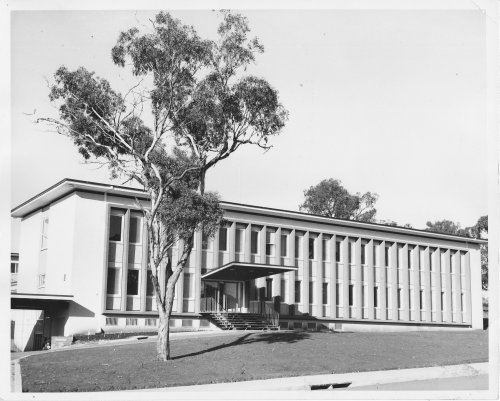
Vue extérieure de l'ambassade d'Allemagne à Canberra à la fin des années 1950.

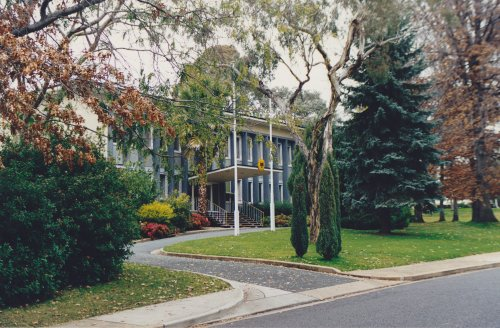
Ambassade d'Allemagne à Canberra en 1980.

En 1879, l'ouverture d'un consulat général à Sydney a été décidée pour la première fois sous le chancelier impérial et ministre des affaires étrangères Otto von Bismarck. Le premier consul général fut Richard Krauel à partir de 1879. De 1897 à 1900, Peter Franz Kempermann fut consul général d'Allemagne à Sydney. Après le début de la Première Guerre mondiale, les relations furent rompues et le consulat général à Sydney fut tout d'abord fermé. En 1924, le consulat général de Melbourne fut rétabli et déménagea à nouveau à Sydney quatre ans plus tard. Avec le début de la Seconde Guerre mondiale, le consulat général fut fermé en 1939.
Les relations diplomatiques ont été rétablies en 1952. Bien que les réactions à l'arrivée du premier ambassadeur de la République fédérale d'Allemagne, Walther Hess, aient été controversées et que son accueil à Sydney après la Seconde Guerre mondiale ait été accompagné de protestations, il a réussi à redéfinir les relations germano-australiennes. Comme il a fallu un certain temps avant qu'un immeuble approprié ne soit disponible à Canberra, l'ambassade d'Allemagne a continué à fonctionner à Sydney. Ce n'est qu'en 1955 que l'ambassade déménage finalement dans la capitale australienne, Canberra. La représentation à Sydney a été transformée en consulat général.
L'établissement des relations diplomatiques entre la République démocratique allemande (RDA) et l'Australie a commencé le 22 décembre 1972 avec l'ambassadeur Hans Richter. En raison de l'adhésion de la RDA à la République fédérale d'Allemagne, les relations diplomatiques ont pris fin le 3 octobre 1990. La liquidation administrative de l'ambassade de RDA à Canberra a duré jusqu'au milieu de l'année 1992.

## Points clés des relations australo-allemandes
Le 28 janvier 2013, les ministres des Affaires étrangères Guido Westerwelle et Bob Carr ont signé la déclaration d'intention Berlin-Canberra sur un partenariat stratégique à l'occasion du 61e anniversaire des relations germano-australiennes, qui couvre des domaines tels que la politique étrangère et de sécurité, l'économie et le commerce, la science et la recherche, l'énergie et la protection du climat ou encore la coopération au développement. L'Allemagne et l'Australie prévoient d'approfondir encore leur coopération à l'avenir.
En avril 2015, la chancelière allemande Angela Merkel et le Premier ministre australien Tony Abbott ont convoqué un groupe consultatif germano-australien. Le groupe était présidé par la ministre d'État au ministère des Affaires étrangères, Maria Böhmer, et coprésidé par le ministre australien des Finances, Mathias Cormann.